# Дешпортіву ді Ассомада
Дешпортіву ді Ассомада (порт. Desportivo de Assomada) — професіональний кабовердійський футбольний клуб з міста Ассомада, на острові Сантьягу.

## Історія
Клуб було засновано 16 вересня 1990 року в місті Ассомада, в центральній частині острова Сантьягу. Клуб святкував 10-річний ювілей в 2000 році. Починаючи з 2012 року і до початку сезону 2014/15 років клуб не виступав у Чемпіонат острова Сантьягу (Північ). 16 вересня 2015 року Дешпортіву ді Ассомада відсвяткував 25-річчя з дня заснування клубу. Починаючи з 2015 року клуб відновив свої виступи в острівному чемпіонаті.
Дешпортіву ді Ассомада не виграв жодного титулу в своїй історії.

## Від сезону до сезону
- 2008-09: 3-тє місце
- 2012-15: Не виступав